# Miracast
Miracast és un estàndard de comunicacions sense fil creat per Wi-Fi Alliance que està dissenyat per transmetre vídeo i so directament des de dispositius (com ara ordinadors portàtils, tauletes o telèfons intel·ligents) a receptors de visualització (com ara televisors, monitors o projectors). Es pot descriure aproximadament com "HDMI sobre Wi-Fi ", substituint els cables a favor dels sense fil. El protocol s'utilitza en molts dispositius i s'utilitza o marca amb diversos noms per diferents fabricants, inclosos Smart View i AllShare Cast (de Samsung), SmartShare (de LG), duplicació de pantalla (de Sony), Cast. (a Windows 11), visualització sense fil i emissió de pantalla.

## Desenvolupament
La Wi-Fi Alliance va llançar el programa de certificació Miracast a finals de 2012. Els dispositius certificats per Miracast es poden comunicar entre ells, independentment del fabricant. Nvidia va anunciar el 2012 suport per a la seva plataforma Tegra 3, i Freescale Semiconductor, Texas Instruments, Qualcomm, Marvell Technology Group i altres venedors de xips també han anunciat els seus plans per donar suport a l'estàndard Miracast.
La Wi-Fi Alliance manté una llista de dispositius certificats, que supera els 6.700 A 9 de març de 2017.

## Detalls tècnics
Miracast es basa en l'estàndard Wi-Fi Direct peer-to-peer. Permet enviar vídeo HD de fins a 1080p (còdec H.264) i so envoltant 5.1 (AAC i AC3 són còdecs opcionals, el còdec obligatori és una modulació de codi de pols lineal – 16 bits 48 kHz 2 canals). La connexió es crea mitjançant WPS i, per tant, està protegida amb WPA2. IPv4 s'utilitza a la capa d'Internet. A la capa de transport, s'utilitzen TCP o UDP. A la capa d'aplicació, el flux s'inicia i es controla mitjançant RTSP, RTP per a la transferència de dades.

## Funcionalitat
La tecnologia es va promoure perquè funcionés a través de dispositius, independentment de la marca. Els dispositius Miracast negocien la configuració de cada connexió, la qual cosa simplifica el procés per als usuaris. En particular, evita haver de preocupar-se pels detalls del format o del còdec. Miracast és "efectivament un cable HDMI sense fil, que copia tot d'una pantalla a una altra utilitzant el còdec H.264 i la seva pròpia capa de gestió de drets digitals (DRM) que emula el sistema HDMI". La Wi-Fi Alliance va suggerir que Miracast també podria ser utilitzat per un decodificador que vulgui transmetre contingut a un televisor o tauleta.
Els dos dispositius (l'emissor i el receptor) han de tenir la certificació Miracast perquè la tecnologia funcioni. Tanmateix, per transmetre música i pel·lícules a un dispositiu no certificat, hi ha adaptadors Miracast disponibles que es connecten a ports HDMI o USB.